# جو مكدونالد (سياسي)
جو مكدونالد (بالإنجليزية: Joe McDonald)‏ هو مصور وسياسي أمريكي، ولد في 1 يوليو 1966 في ووترتاون في الولايات المتحدة. حزبياً، نشط في الحزب الجمهوري لمينيسوتا ‏ والحزب الجمهوري. وقد انتخب عضو مجلس نواب مينيسوتا.

## وصلات خارجية
- الموقع الرسمي